# Savoyai-kastély (Bellye)
A Savoyai-kastély Savoyai Jenő herceg egykori vadászkastélya Horvátországban, Bellye településen. 

## Fekvése
A kastély a falu keleti részén, nagy park közepén található.

## Története
A bellyei uradalmat a török elleni hadjáratokban szerzett érdemeiért kapta Savoyai Jenő herceg Lipót császártól. Itt építtette fel 1707 és 1712 között egyik kastélyát. Tervezője a feltételezések szerint Johann Lukas von Hildebrandt osztrák építész volt, aki a herceg híres bécsi Belvedere palotáját is tervezte. Savoyai 1736-os halála után, miután örököse nem volt, a birtok a kamarára szállt. Mária Terézia 1780. május 5-én leányának Mária Krisztinának és férjének, Szász-Tescheni Albert hercegnek adományozta. Miután ők is gyermektelenek voltak, Bellyét Károly Lajos főherceg örökölte, aki az uradalmat Bellye és Hercegszőlős között osztotta fel és a birtokot elidegeníthetetlen birtoknak nyilvánította. Károly örököse fia, Albrecht lett, majd halála után Albrecht testvérének fia, Frigyes lett Bellye következő ura, egészen az első világháborúig. 1920-ban a birtokot államosították.

## Mai állapota
A kastély a Kopácsi rét mocsaras, ártéri területének szélén helyezkedik el. 55,86-szor 56,89 méter nagyságú, négyzet alaprajzú épület, belső négyzet alakú udvarral. A kastély maga nem erődítmény jellegű, de a külső védelmét szolgáló sáncok és árokrendszer kialakítása nem maradt el. Sáncai bár szerények, de hasonlítanak reneszánsz síkvidéki vizivárakra. Védelmi szempontokat szolgált az is, hogy a kastélyt egy mocsár területére emelték. Ez a tény bár védelmét jól szolgálta, megközelítése is nehézkes volt. A mocsáron átvezető királyi utat csak a 18. század második felének elején építették meg.
A főhomlokzat középső része egyemeletes, egyszerű ablakokkal, boltozott kapuval és a kapu feletti toronnyal. A kapu udvari homlokzata fölött található Savoyai Jenő herceg címere. Csak a középső épületrészt díszítik pilaszterek, ablakkeretek és tagoló koszorúk. Az oldalsó, földszintes szárny déli homlokzata, valamint a másik három földszintes épületszárny díszítés nélküli. Míg a kastély egyszintes része a közelmúltig lakott volt, addig a földszintes szárnyakban gazdasági és kisegítő helyiségek voltak. 
A kastély alatt tágas pincék voltak, amelyekben körülbelül 400 000 liter bort tároltak, amelyet az uradalom más pincéiből hoztak ide. A kastélyban kápolna is épült, amelyben az első gyermeket 1721-ben kereszteltették meg. A kápolna a plébániatemplom szerepét is betöltötte 1775-ig, amíg a Boldogságos Szűz Mária Szeplőtelen Fogantatásának tiszteletére a plébániatemplomot fel nem építették. A kastélyt 1974-ben teljesen felújították, az erdőgazdaság irodái működtek benne. A kastély az 1820-as években még erdőkkel volt övezve, melyből utólag alakították ki a 8 hektáros parkot.